# Ingvar Haggren
Bo Ingvar Haggren, född 23 maj 1947 i Helsingborgs Maria församling, Helsingborg, är en svensk skådespelare.

## Biografi
Haggren studerade vid Statens scenskola i Göteborg 1972-1975.

## Filmografi
- 1982 – Polisen som vägrade svara (TV-serie) – journalist
- 1991 – Goltuppen – Branco
- 1996 – Polisen och pyromanen (TV-serie) – Peder Ryhed
- 1998 – Hem till byn (TV-serie) – värderingsman
- 1998 – Vita lögner (TV-serie) – handelsresande
- 2002 – Lika olika
- 2002 – Svenska hjärtan (TV-serie) – advokat Georgsson
- 2003 – Den tredje vågen – långtradarchaufför
- 2005 – Steget efter – Harald Sandberg
- 2005 – Zozo – svensk polis
- 2005 – Saltön (TV-serie) – Saras far
- 2006 – Hem till byn (TV-serie)
- 2007 – Isprinsessan – Ernst Lundgren
- 2007 – Predikanten – Ernst Lundgren
- 2009 – Stenhuggaren – Ernst Lundgren
- 2010 – Starke man (TV-serie) – Truls

## Teater

### Roller (ej komplett)
| År   | Roll     | Produktion                        | Regi                  | Teater                           |
| ---- | -------- | --------------------------------- | --------------------- | -------------------------------- |
| 1974 |          | Bara på låtsas James Saunders     | Yngve Nordwall        | Statens scenskola i Göteborg     |
| 1980 |          | De tre tjockisarna Jurij Olesja   | Gun Jönsson           | Norrköping-Linköping stadsteater |
| 2007 | Bagheera | Djungelboken Alexander Mørk-Eidem | Agneta Elers-Jarleman | Teater Västmanland               |